# Klorit
A klorition halogenit, képlete OClO−. A klorit ilyen csoportot tartalmazó vegyület, ahol a klór oxidációs száma +3. A kloritok a klórossav sói és észterei.

## Vegyületek
A szabad sav, a klórossav (HOClO) a legkevésbé stabil klór-oxosav, és csak kis koncentrációjú vizes oldatban észlelték. Mivel nem koncentrálható, nem forgalmazzák. Az alkálifém- és alkáliföldfémsók színtelenek vagy halványsárgák, csak a nátrium-klorit (NaOClO) kapható nagyobb mennyiségben. A nehézfém- (Ag+, Hg+, Tl+, Pb2+, Cu2+) és ammónium-kloritok instabilak, és hő vagy ütés hatásra robbanásszerűen bomlanak.
A nátrium-kloritot nátrium-klorátból nyerik. Először a robbanékony klór-dioxid keletkezik nátrium-klorát megfelelő redukálószerrel (például metanol, hidrogén-peroxid, sósav vagy kén-dioxid) való redukálásakor.

## Szerkezete, tulajdonságai
A klorition V alakú a klóron lévő nem kötő párok miatt, az O–Cl–O kötésszög 111°, a Cl–O kötéshossz 156 pm. A klór-oxoanionok közt a klorit a legerősebb oxidálószer standard félcella-potenciálok alapján.
| Ion        | Savas reakció                                                     | E° (V) | Semleges/lúgos reakció                                      | E° (V) |
| ---------- | ----------------------------------------------------------------- | ------ | ----------------------------------------------------------- | ------ |
| Hipoklorit | {\displaystyle {\ce {2 H+ + 2 HOCl + 2 e- -> Cl2(g) + H2O}}}      | 1,63   | {\displaystyle {\ce {ClO- + H2O + 2 e- -> Cl- + 2 OH-}}}    | 0,89   |
| Klorit     | {\displaystyle {\ce {6 H+ + 2 HOClO + 6 e- -> Cl2(g) + 4 H2O}}}   | 1,64   | {\displaystyle {\ce {OClO- + 2 H2O + 4 e- -> Cl- + 4 OH-}}} | 0,78   |
| Klorát     | {\displaystyle {\ce {12 H+ + 2 ClO3- + 10 e- -> Cl2(g) + 6 H2O}}} | 1,47   | {\displaystyle {\ce {ClO3- + 3 H2O + 6 e- ->Cl- + 6 OH-}}}  | 0,63   |
| Perklorát  | {\displaystyle {\ce {16 H+ +2 ClO4- + 14 e- -> Cl2(g) + 4 H2O}}}  | 1,42   | {\displaystyle {\ce {ClO4- + 4 H2O + 8 e- -> Cl- + 8 OH-}}} | 0,56   |

## Használat
A legfontosabb klorit a nátrium-klorit (NaOClO), melyet textilek, papír és pép fehérítésére használnak. Ezt, bár erős oxidálószer, gyakran nem közvetlenül használják, hanem klór-dioxid előállítására, általában HCl-dal való reakcióban:
{\displaystyle {\ce {5 NaOClO +4 HCl ->5 NaCl +4 ClO2 +2 H2O}}}

## Egészségi kockázatok
2009-ben a Kaliforniai Környezeti Egészségügyi Vizsgálati Hivatal (OEHHA) 50 ppb-os határértéket írt elő a kloritkoncentrációra az ivóvízben, miután kutatók kiderítették, hogy nagyobb mennyiségű klorit befolyásolja a sperma- és a pajzsmirigyfunkciót, gyomorfekélyt és vörösvérsejt-károsodást okoz laboratóriumi állatokban. Egyes tanulmányok szerint bizonyos mennyiségű klorit karcinogén is lehet.
Az Amerikai Egyesült Államokban az országosan megengedett maximális kloritkoncentráció a kaliforniai egészségügyi határérték 20-szorosa, 1000 ppb.

## Kloritot használó élőlények
A klorit-dizmutáz a klorátlégzést használó egysejtűek kloritból kloridot és oxigént előállító enzime. Ez jellemzően perklorát- vagy klorát-reduktázzal együtt van jelen a baktériumokban.

## Egyéb oxoanionok
4 klór-oxoanion van, ahol a klór oxidációs száma +1, +3, +5 vagy +7 a megfelelő ClO−, ClO−2, ClO−3 vagy ClO−4 (hipoklorit, klorit, klorát és perklorát) ionokban. Ezek a klór-oxidok közé tartoznak.
| oxidációs szám | +1            | +3        | +5        | +7           |
| anion neve     | hipoklorit    | klorit    | klorát    | perklorát    |
| képlet         | ClO−          | ClO−2     | ClO−3     | ClO−4        |
| szerkezet      | Hipoklorition | Klorition | Klorátion | Perklorátion |

## Fordítás
Ez a szócikk részben vagy egészben  a   Chlorite című angol Wikipédia-szócikk ezen változatának fordításán alapul.  Az eredeti cikk szerkesztőit annak laptörténete sorolja fel. Ez a jelzés csupán a megfogalmazás eredetét és a szerzői jogokat jelzi, nem szolgál a cikkben szereplő információk forrásmegjelöléseként.